# Lepidozia ornata
Lepidozia ornata là một loài Rêu trong họ Lepidoziaceae. Loài này được J.J. Engel mô tả khoa học đầu tiên năm 2001.